# Chlorissa macrotyro
Chlorissa macrotyro är en fjärilsart som beskrevs av Inoue 1954. Chlorissa macrotyro ingår i släktet Chlorissa och familjen mätare. Inga underarter finns listade i Catalogue of Life.